# Brackenridgea palustris
Brackenridgea palustris là một loài thực vật thuộc họ Ochnaceae. Loài này có ở Indonesia, Malaysia, Philippines, và Singapore.